# Покровка (Седельниковский район)
Покровка — упразднённая деревня в Седельниковском районе Омской области. Входила в состав Голубовского сельского поселения. Исключена из учётных данных в 2008 г.

## География
Располагалась на левом берегу реки Исас, в 5 км к юго-западу от деревни Павловка.

## История
Основана в 1889 г. В 1928 году состояла из 75 хозяйств. В административном отношении входила в состав Вознесенского сельсовета Седельниковского района Тарского округа Сибирского края.

## Население
По переписи 1926 г. в деревне проживало 404 человека (180 мужчин и 224 женщина), основное население — русские.
Согласно результатам переписи 2002 года в деревне проживало 2 человека, 100 % русские.